# Mistrovství České republiky v cyklokrosu 2019
Mistrovství České republiky v cyklokrosu 2019 se konalo v sobotu 12. ledna 2019 v obci Holé Vrchy.
Závodu mužů se zúčastnili závodníci kategorií elite a do 23 let. Závodní okruh měřil 2 500 m. Startovalo 28 mužů a 11 žen.

## Přehled muži
V závodě se předpokládal souboj mezi obhájcem titulu Michaelem Borošem a trojnásobným mistrem světa v cyklokrosu Zdeňkem Štybarem, který si k cyklokrosu odskočil v rámci přípravy na jarní klasiky a také z přátelstní s organizátorem závodu. Ten ale trval pouze do druhého kola, kdy začal Štybar ztrácet. Boroš si od té doby postupně vypracoval náskok, který si udržel až do cíle. Na druhém místě po dlouhou dobu figuroval veterán Emil Hekele, který si jel ještě dvě kola před cílem pro životní výsledek. Po plánované výměně kola se mu však těsně před koncem depa roznýtoval řetěz. Hekele se vrátil pro nový stroj do své kóje, kde byl zastaven rozhodčím a diskvalifikován za těsné přejetí praporku, který označuje konec depa. Druhé místo si nakonec technicky čistou jízdou zasloužil Tomáš Paprstka. Třetí místo uhájil Jan Nesvadba před unaveným silničářem Štybarem, kterému nevyhovovala profilově náročná běhavá trať.
| Poř.             | Jméno          | Čas         |
| ---------------- | -------------- | ----------- |
| Zlatá medaile    | Michael Boroš  | 00:58:20 h  |
| Stříbrná medaile | Tomáš Paprstka | + 00:18 min |
| Bronzová medaile | Jan Nesvadba   | + 00:41 min |
| 4                | Zdeněk Štybar  | + 01:19 min |
| 5                | Jan Škarnitzl  | + 02:16 min |
| 6                | Tomáš Kopecký  | + 04:00 min |

## Přehled ženy
| Poř.             | Jméno                 | Čas         |
| ---------------- | --------------------- | ----------- |
| Zlatá medaile    | Pavla Havlíková       | 49:43 min   |
| Stříbrná medaile | Jana Czeczinkarová    | + 01:30 min |
| Bronzová medaile | Kamila Janů           | + 01:50 min |
| 4                | Karla Štěpánová       | + 03:07 min |
| 5                | Magdalena Mišoňová    | + 03:49 min |
| 6                | Elizabeth Ungermanová | + 05:34 min |